# 史前巨鱷
《史前巨鱷》（英語：Lake Placid）是一部1999年美國怪獸恐怖片，由史蒂夫·邁納執導，大衛·E·凱利編劇和監製。電影主演包括比爾·普曼、布莉姬·芳達、奧立佛·普雷特和布蘭頓·葛利森。該片於1999年7月16日在美國上映，儘管評價兩極，但票房成功。為此，《史前巨鱷》之後又推出了多部續集。

## 劇情
故事敘述在緬因州的一古老湖泊竟發生了一起神秘的死亡案件，死者就像是被巨獸襲擊般死狀悽慘。在紐約，一位美麗的古生物學家在博物館館長的指派下來調查該起事件，但當她到達後古湖又發生了幾起神秘死亡事件，包括一名警察也被怪物攻擊身亡，於是古生物學家便聯同當地警長、古湖的保育員、神話教授兼鱷魚愛好者，眾人一起調查這湖中究竟隱藏著什麼。但未料，在湖中的竟是一隻體型異常巨大的鱷魚……。隨後眾人見到附近一名白髮蒼蒼的老太太竟然拿自家的牛餵食大鱷魚，老太太表示該鱷魚是多年前她的丈夫帶來湖中的。
警長以牛作誘餌，成功將大鱷魚麻醉；這時另一隻大母鱷魚卻突然出現咬傷了神話教授，但也被警長射殺。片尾大鱷魚被送到紐約動物園，而老太太卻又在湖中餵食了幾隻新出生的小鱷魚。

## 演員
| 演員          | 角色                                 |
| 比爾·普曼     | 傑克·威爾斯（Jack Wells）            |
| 布莉姬·芳達   | 凱莉·史考特（Kelly Scott）           |
| 奧立佛·普雷特 | 海克特·西爾（Hector Cyr）            |
| 布蘭頓·葛利森 | 漢克·基奧警長（Sheriff Hank Keough） |
| 雷特·瑞斯     | 副手伯克（Deputy Burke）             |

## 製作
本片的主體拍攝於1998年7月24日開始，拍攝地為溫哥華。

## 反響
《史前巨鱷》獲得的評價褒貶不一。爛番茄新鮮度39%。知名影評人羅傑·伊伯特將其形容為「從頭完全錯誤到尾」。相反地，《帝國雜誌》給了電影四星的好評（滿分五星），認為《史前巨鱷》是一部娛樂性足夠的簡單電影。
《史前巨鱷》在全球獲得5687萬美元的票房，對比2700萬美元的成本可謂成功。

## 外部連結
- 互联网电影数据库（IMDb）上《Lake Placid》的资料（英文）
- AllMovie上《Lake Placid》的资料（英文）
- Box Office Mojo上《Lake Placid》的資料（英文）
- 爛番茄上《Lake Placid》的資料（英文）
- Metacritic上《Lake Placid》的資料（英文）
- 開眼電影網上《史前巨鱷》的資料（繁體中文）
- 时光网上《史前巨鱷》的資料（简体中文）
- 豆瓣电影上《史前巨鱷》的資料 （简体中文）